# Blagoje Bersa
Blagoje Bersa (né Benito Bersa ; Dubrovnik, 21 décembre 1873 – Zagreb, 1er janvier 1934) est un compositeur croate à l'influence importante.

## Biographie
Bersa naît dans une famille de musiciens amateurs passionnés. Son père Ivan, fonde un quatuor à cordes à Dubrovnik. Il étudie à Zagreb de 1893 à 1896 avec Ivan Zajc le piano et la composition, mais également le violoncelle. Il poursuit ses études au Conservatoire de Vienne : la composition avec Robert Fuchs (également professeur de Mahler et Sibelius) et le piano avec Julius Epstein (1896–1899). Son travail de fin d'étude, Andante sostenuto pour orchestre, est joué en public à Vienne en 1899. Durant la saison 1902–1903, il obtient un poste de chef d'orchestre à Graz, puis, tout en enseignant la musique et orchestrateur d'opérettes de 1903 à 1919, il est également de 1911 à 1918, conseiller artistique pour l'éditeur Ludwig Doblinger.
En 1919, il retourne à Zagreb, et dès 1922, il travaille comme professeur de composition à l'Académie de musique, où il enseigne jusqu'à sa mort.

## Style
L'œuvre de Blagoje Bersa est typique de la musique « fin de siècle » enrichissant la tradition romantique de nouvelles nuances. Sa musique symphonique est essentiellement constituée de poèmes symphoniques à programme et trouve son sommet dans Sunčana polja (« Champs ensoleillés », 1919). Il compose également des opéras dont le plus réussi est Der Eisenhammer (1906–1911). La musique des machines, dans l'acte 3, est un exemple musical futuriste. Il compose également des mélodies sur des textes croates et allemands, de la musique de chambre et des pièces pour piano.

## Œuvres

### Opéras
- Jelka (1901 ; sans représentation)
- Der Eisenhammer (Oganj) [Le marteau de fer], opéra, 1911
- Der Schuster von Delft (Postolar od Delfta) [Le cordonnier de Delft], opéra d'après Hans Christian Andersen, 1914.

### Œuvres symphoniques
- Sablasti [Apparitions] & Sunčana paul [Champs ensoleillés], diptyque symphonique

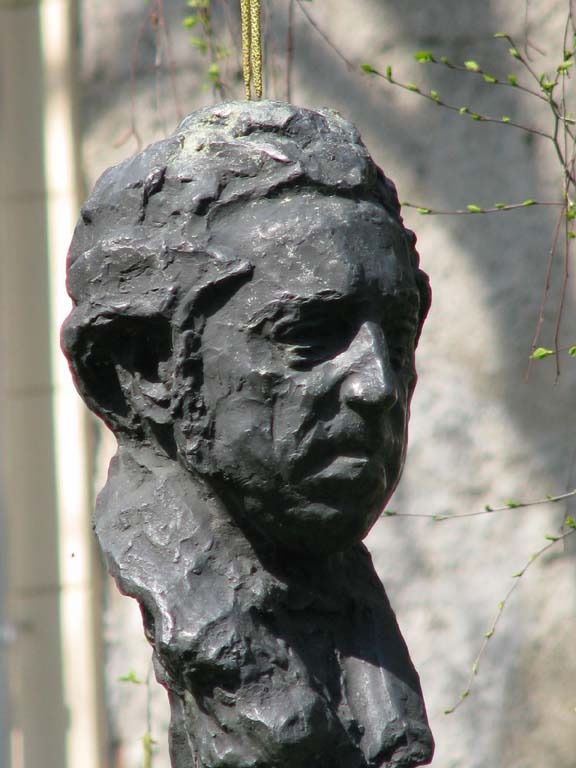
Buste de Blagoje Bersa.

- Sinfonia tragica « Quattro ricordi della mia vita » (symphonie tragique - Quatre souvenirs de ma vie) en ut mineur
  1. Ouverture drammatique, op. 25a
  2. Idila « Il giorno delle mie noces » (Idylle - Le jour de mon mariage), op. 25b
  3. Capriccio-Scherzo, op. 25c
  4. Finale « Vita nuova », op. 25d (inachevé ; esquisse pour piano orchestrée par son élève Zvonimir Bradić, à qui Bersa donne son approbation exclusive avant de mourir)
- Hamlet, poème symphonique
- Andante sostenuto pour orchestre

### Musique de chambre
- Povero Tonin, élégie pour violon et piano
- Trio avec piano
- Quatuor à cordes

### Piano
- Valse, op. 3 (1893)
- Ballabile (1894)
- Minuet, op. 11 (1895 ou 1896)
- Tema con variazioni, op. 15 (1899)
- Bagatelle, op. 16 (1897
- Rondo-Polonaise, op. 18 (1897)
- Sonate pour piano no 1 en ut majeur, op. 19 (1897)
- Sonate pour piano no 2 en fa mineur, op. 20 (1897)
- Marche triomphale, op. 24 (1898)
- Fantaisie-Impromptu, op. 27 (1899)
- Ora triste, op. 37 (1903)
- Notturno, op. 38 (1903)
- Bizarna serenada [Sérénade Bizarre] (1915)
- Fantasia breve, op. 56 (1905)
- Stari mornar priča [Propos d'un vieux marin] (1916)
- Venecijanska barkarola [Barcarolle vénitienne], op. 58 (1921)
- Riso e lamento, op. 63 (1908)
- Ballade en ré mineur, op. 65 (1920)
- Novelette, op. 69 (1910)
- Na Žalu [Au pays] (1921)
- Mélancolie, op. 76 ? (1921)
- Valse mélancolique, op. 76 (1921)
- Po Nacinu starih [À la manière des vieux] : Airs de ballet (1926) — Fantasia breve : Grave – Andante – Scherzo : Vivo – L’Heure de rêveries : Grave

## Discographie
- L'Œuvre pour piano, volumes 1 et 2 - Goran Filipec, piano (18 octobre 2016/15-16 octobre 2019, Grand Piano GP767 et GP832) (OCLC 1021777555)